# Lenguas del Sepik
Las lenguas Sepik, lenguas del río Sepik o lenguas de la cuenca del río Sepik son una familia lingüística formada por unas 50 lenguas, habladas en la cuenca de río Sepik al norte de Papúa Nueva Guinea. Donald Laycock propuso esta familia lingüística en 1965 a partir de datos mucho más limitados que los existentes actualmente, aunque en la actualidad se sigue considerando una unidad filogenética válida. Estas lenguas tienen a tener fonologías algo más simples que las otras partes de Nueva Guinea, con pocas consonantes o vocales y usualmente sin tono.
La lengua del Sepik mejor conocida es el iatmül. Las lenguas demográficamente más importantes son dos lenguas ndu, el abelam y el boiken, ambos con unos 35 mil hablantes.

## Descripción lingüística

### Fonología
Las lenguas del Sepik, como las lenguas del Ramu, parecen tener sistemas formados por tres vocales /ɨ ə a/, un sistema inusual que distingue sólo grado de abertura. Otros alófonos como [i e o u] también aparecen, pero son el resultado de asimilación a consonantes palatales o labiales adyacentes. Se han presentado análisis fonológicos de las lenguas ndu que sugieren que su sistema vocáclico podría estar formado por solo dos vocales, siendo la vocal [ɨ] el resultado de epentesis.

### Clasificación
La clasificación seguida aquí es la del lingüista M. Ross, que difiere en algunos puntos de la anterior de S. Wurm y de la posterior de Haspelmath. La clasificación de Ross considera como lenguas del Sepik dos de las ramas del grupo Sepik-Ramu de la clasificación original de Laycock, las que este último autor llamó subfilo Sepik y la macrofamilia Leonhard Schultze (walio-papi), esta última macrofamilia fue dividida tentativamente por Ross en dos familias: la familia walio y la familia papi (siendo esta segunda reasignada a la rama Sepik de las montañas). Esta propuesta se basa en la similitud del paradigma nominal, pero su estructura interna podría ser revisada si se incluye otro tipo de evidencia. De acuerdo con Ross, la relación filogenética de las lenguas del Sepik no son las lenguas Ramu (y por tanto la propuesta de macrofamilia Sepik-Ramu) sino las lenguas Torricelli. El siguiente árbo cladísico, muestra las familias identificables como "hojas" del árbol, que son unidades filogenéticas claramente válidas, los nudos de más alto nivel (Alto Sepik, Sepik medio y Sepik de la smontañas) son la propuesta de Ross, pero podrían ser revisados a la luz de nueva evidencia (así por ejemplo Ethnologue 2009 accepta solament el Sepik de las montañas, mientras que Foley (2005) considera adecuados el Sepik de las montañas y el Sepik medio):
|  | abau                 |
|  |                      |
|  | familia iwam         |
|  |                      |
|  | familia wogamusin    |
|  |                      |
|  | familia ram          |
|  |                      |
|  | familia yellow-river |
|  |                      |

|  | familia sanio    |
|  |                  |
|  | familia bahinemo |
|  |                  |
|  | familia alamblak |
|  |                  |
|  | ? familia papi   |
|  |                  |

|  | abau                 |
|  |                      |
|  | familia iwam         |
|  |                      |
|  | familia wogamusin    |
|  |                      |
|  | familia ram          |
|  |                      |
|  | familia yellow-river |
|  |                      |

|  | familia sanio    |
|  |                  |
|  | familia bahinemo |
|  |                  |
|  | familia alamblak |
|  |                  |
|  | ? familia papi   |
|  |                  |

### Pronombres
Los pronombres que Ross reconstruye para el proto-Sepik son:
| Yo         | *wan          | nostros dos  | *na-nd, *na-p | nosotros | *na-m         |
| tú (masc.) | *mɨ-n         | vosotros dos | *kwə-p        | vosotros | *kwə-m        |
| tú (fem.)  | *yɨ-n, *nyɨ-n | vosotros dos | *kwə-p        | vosotros | *kwə-m        |
| él         | *ətə-d, *də   | ellos dos    | *ətə-p, *tɨ-p | ellos    | *ətə-m, *tɨ-m |
| ella       | *ətə-t, *tɨ   | ellos dos    | *ətə-p, *tɨ-p | ellos    | *ətə-m, *tɨ-m |
Nótese que las similitudes de los sufijos de plural y dual con los existentes en las lenguas Torricelli.

### Comparaxión léxica
Los numerales reconstruidos para diferentes lenguas del Sepik son:
| GLOSA | Alto Sepik | Alto Sepik       | Sepik medio | Sepik medio      | Sepik de las montañas | Sepik de las montañas | Sepik de las montañas | Sepik de las montañas | Tama          | Tama     | Yellow River | PROTO- SEPIK |
| GLOSA | Abau       | PROTO- WOGAMUSIN | PROTO- NDU  | PROTO- NUKUMA    | Alamblak              | Bahinemo              | Hewa                  | PROTO- SEP. MON.      | Mehek         | Y.-Mayo  | Namia        | PROTO- SEPIK |
| ----- | ---------- | ---------------- | ----------- | ---------------- | --------------------- | --------------------- | --------------------- | --------------------- | ------------- | -------- | ------------ | ------------ |
| '1'   | prin       |                  | *na-kɨta    | *pon-dat         | bas                   | dəbátʰà               | ama / to'pakale       | *dəba-                | ⁿdɪɹ'ambʊɹ    | wuri     | ˈtipia       |              |
| '2'   | pris       | *sɨs             | *βɨri       | *ɸɨrɨ-si         | hutf                  | husí                  | yeiba                 | *hoti                 | 'lasif        | pesi     | ˈpli         | *βɨri/ *huti |
| '3'   | prumni     | *sɨmu            | *nu-kubul   | *nalmi-          | 2+1                   | huməlí                | yumila                | *humbəli              | 'lasifɪɹˌⁿdin | mur      | məˈni        | *(hu-)mbəˈli |
| '4'   |            | *harsis          |             | *to-ɸɨra ka-ɸɨra | 2+2                   | gə́dà                  | kulua                 | *gədalo               | 2+2           | eis      | loˈwa        |              |
| '5'   |            |                  | *tamba      | *tos-tapa        | rbas sirs             | həl baɸú              | keila                 |                       |               | let-rane | nəˈpei       |              |
| '6'   |            |                  | *5+1        | *5+1             | 5+1                   | 5+1                   | maluene               |                       | 5+1           | 5+1      | 5+1          | *5+1         |
| '7'   |            |                  | *5+2        | *5+2             | 5+2                   | 5+2                   | raɡua                 |                       | 5+2           | 5+2      | 5+2          | *5+2         |
| '8'   |            |                  | *5+3        | *5+3             | 5+2+1                 | 5+3                   | alone                 |                       | 5+3           | 5+3      | 5+3          | *5+3         |
| '9'   |            |                  | *5+4        | *5+4             | 5+2+2                 | 5+4                   | ababene               |                       | 5+4           | 5+4      | 5+4          | *5+4         |
| '10'  |            |                  |             | *5+5             | hut sirf              | 5+5                   | alei                  |                       | 5+5           | let-peis | ˈlul tiˈʧa   | *5+5         |